# 이마가와캇파역
이마가와캇파역(일본어: 今川河童駅)은 일본 후쿠오카현 유쿠하시시에 위치한 헤이세이 지쿠호 철도 다가와 선의 철도역이다. 단선 승강장 1면 1선의 구조를 갖춘 지상역이다.

## 역 주변
- 이마가와 강
- 히가시큐슈 자동차도 이마가와 PA / 스마트 나들목 · 이마가와유쿠하시 BS

## 역사
- 1990년 10월 1일 : 개업.
- 2009년 4월 1일 : 네이밍 라이트에 의해 '호켄 광장 유메타운 유쿠하시 점'의 애칭이 붙음.

## 인접 역
| 헤이세이 지쿠호 철도 ■ 다가와 선 | 헤이세이 지쿠호 철도 ■ 다가와 선 | 헤이세이 지쿠호 철도 ■ 다가와 선 |
| -------------------------------- | -------------------------------- | -------------------------------- |
| 미야코이즈미 유쿠하시 방면       | ■ 다가와 선                      | 도요쓰 다가와이타 방면           |